# Сигиберт II
Сигиберт II (602 — 10 октября 613) — король франков в 613 году из династии Меровингов. Внебрачный сын короля Бургундии Теодориха II. Имя Сигеберт переводится с франкского как «Блистательный победитель».

## Биография

### Попытки Брунгильды поставить королём Сигеберта
После смерти Теодориха Брунгильда, находясь в Меце вместе с четырьмя его сыновьями — Сигибертом, Хильдебертом, Корбом и Меровеем, — объявила королём Австразии и Бургундии его старшего 11-летнего сына, своего правнука Сигеберта II. Партия Арнульфа, Пипина и других магнатов Австразии не хотела усиления властной королевы и пригласила Хлотаря II. Когда тот был уже около Андернаха, Брунгильда, которая, вместе с сыновьями Теодориха, была в это время в Вормсе, послала, со своей стороны, к нему посольство с требованием, чтобы он отказался от королевства, оставленного Теодорихом своим сыновьям. Хлотарь II через своих послов ответил Брунгильде, что он обязуется принять то решение, которое должно быть принято собранием франков, специально избранных для этой цели.

### Заговор знати Австразии и Бургундии
После этого Брунгильда немедленно отправила Сигиберта в Тюрингию в сопровождении майордома Варнахара, Альбоина и других знатных людей, чтобы склонить на свою сторону зарейнские народы и оказать сопротивление Хлотарю; но вдогонку она послала частное письмо Альбоину о том, что он должен убить Варнахара и других, если у тех появятся планы перейти на сторону Хлотаря. Прочитав письмо, Альбоин разорвал его и выбросил обрывки на землю, но один из людей Варнахара нашёл их и склеил вместе на восковой доске. Так Варнахар прочитал письмо, и, увидев, что его жизнь находится в опасности, стал думать, как бы низложить сыновей Теодориха и сделать королём Хлотаря. Он тайно освободил людей, которых он уже обязал помогать Брунгильде и сыновьям Теодориха от данной ими клятвы. Нобли Бургундии, как епископы, так и светские вельможи, боялись и ненавидели Брунгильду; и они держали совет с Варнахаром, как бы сделать так, чтобы не ускользнул ни один из сыновей Теодориха, и чтобы все они были бы убиты вместе с Брунгильдой, а их королевство перешло бы к Хлотарю.
По приказу Брунгильды и Сигиберта войска Бургундии и Австразии были посланы навстречу Хлотарю. Когда Сигиберт дошёл в Шампани до реки Эны (район Шалон-сюр-Марн), то Хлотарь выступил ему навстречу вместе с армией, в которой было много тех австразийцев, которые поддерживали майордома Варнахара, ибо они уже пришли к соглашению, которое было также одобрено патрицием Алетием и герцогами Рокко, Сигоальдом и Эвдилой. Когда уже было готово начаться сражение, армия Сигиберта, по условному сигналу, повернулась, и пошла домой. Хлотарь, как это и было условлено, стал медленно продвигался в след за ней, и подошёл к Шалону. Он взял в плен трёх сыновей Теодориха — Сигиберта, Корба и Меровея, последнему он приходился крестным отцом. Хильдеберт бежал, и его больше никогда не видели. Майордом Варнахар, при содействии большинства бургундских магнатов проследил за тем, чтобы Брунгильда была взята под стражу и доставлена к Хлотарю, вместе с Теодолиндой, сестрой Теодориха.

### Казнь Сигиберта и Брунгильды

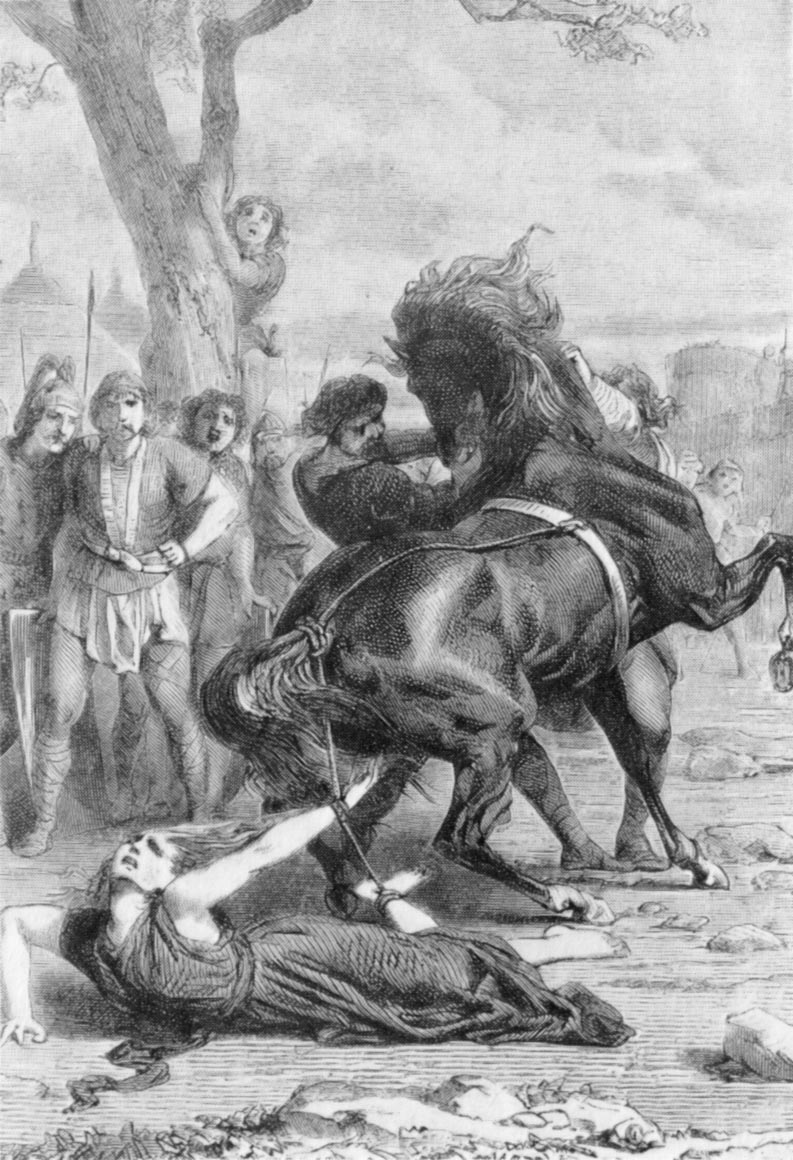
Казнь Брунгильды

Хлотарь находился в это время в деревне Реневе (департ. Кот-д’Ор) на реке Винжан.
Брунгильда предстала перед Хлотарем, который кипел гневом против неё. Он обвинил её в смерти десяти франкских королей, а именно — Сигиберта I, Меровея, своего отца Хильперика I, Теодеберта II и его сыновей, Хлотаря, сына Хлотаря, другого Меровея, Теодориха II и двух сыновей Теодориха, которые только что погибли. Её мучили различными пытками в течение трёх дней, затем по его приказу, её, в знак позора, посадили на верблюда. Наконец, её привязали за волосы, за одну руку и за одну ногу к хвосту необъезженной кобылы, и она была разорвана в клочья её копытами.
Сигиберт II и его младший брат Корба, сыновья Теодориха — были уже убиты Хлотарем ранее. Но Меровея, которому он приходился крестным отцом, он приказал тайно отправить в Нейстрию и поместить под надзор графа Ингобада. Меровей оставался в живых ещё несколько лет. А Хильдеберт, четвёртый сын Теодориха, бежал, и больше его никогда не видели.
Так закончилась длительная и кровавая вражда между Австразией и Нейстрией, и оба королевства воссоединились под властью Хлотаря II.